# Залужний Іван Анікейович
Іван Анікейович Залужний (нар. 10 травня 1918, Кисличувата, Українська Держава — 31 жовтня 2021, Запоріжжя) — радянський військовик, капітан I рангу морської піхоти ВМФ СРСР, учасник Другої світової війни. Кавалер ордену Червоного прапора, двох орденів Вітчизняної війни II ст., ордена Червоної зірки, ордена Богдана Хмельницького III ст. та ордена «За мужність» III ст. Майстер спорту СРСР.

## Життєпис
Іван Залужний народився у Кисличуватій, що на той час була частиною Томаківки (Катеринославська губернія). 1938 року був призваний до Червоної армії. За успішну службу відзначений почесним знаком «Відмінник РСЧА». У віці 23 років удостоєний звання лейтенанта. Учасник німецько-радянської війни. У 1944 році вступив до лав ВКП(б). Під час радянсько-японської війни командував пульвзводом 355-го окремого батальйону морської піхоти Тихоокеанського флоту. Героїчно проявив себе при звільненні міста Сейсін, за що був нагороджений Орденом Червоного Прапора. Дослужився до звання капітана 1-го рангу.
Окрім військової справи, відзначився ще й на спортивному та трудовому поприщі. Здобув почесне звання Майстра спорту СРСР зі стрільби, входив до колегії спортивних арбітрів РРФСР. Відзначений нагородою «Переможець соціалістичного змагання» та медаллю «Ветеран праці».
У серпні 2014 року на похоронах свого єдиного онука Івана Гутніка-Залужного, вбитого російсько-терористичними військами під час війни на сході України, виголосив промову до своїх бойових побратимів, закликаючи їх зупинити Путіна та не допустити ескалації конфлікту. У квітні 2015 року було опубліковано відео до 70-річчя перемоги над нацизмом, що розповідав історію Івана Залужного та його онука.
Помер 31 жовтня 2021 року в Запоріжжі.
15 лютого 2022 року, напередодні Дня Єдності, під час позачергового засідання Запорізької обласної ради депутати ухвалили рішення «Про присвоєння звання Почесний громадянин Запорізької області» Івану Анікейовичу Залужному (посмертно).

## Відзнаки та нагороди

### Україна
- Орден Богдана Хмельницького III ст.
- Орден «За мужність» III ст. (12 травня 2018) — за особисту мужність і самовідданість, виявлені у період Другої світової війни 1939—1945 років, вагомий внесок у розвиток ветеранського руху та патріотичне виховання молоді[8]
- Медаль «Захиснику Вітчизни»
- Ювілейна медаль «60 років визволення України від фашистських загарбників»

### СРСР
- Орден Червоного Прапора (30 вересня 1945)[9]
- Орден Вітчизняної війни II ст. (23 грудня 1985)[10]
- Орден Вітчизняної війни II ст.
- Орден Червоної Зірки
- Медаль «За бойові заслуги»
- Медаль «В ознаменування 100-річчя з дня народження Володимира Ілліча Леніна»
- Медаль «За перемогу над Німеччиною у Великій Вітчизняній війні 1941—1945 рр.»
- Медаль «20 років перемоги у Великій Вітчизняній війні 1941—1945 рр.»
- Медаль «30 років перемоги у Великій Вітчизняній війні 1941—1945 рр.»
- Медаль «40 років перемоги у Великій Вітчизняній війні 1941—1945 рр.»
- Медаль «За перемогу над Японією»
- Медаль «Ветеран праці»
- Медаль «30 років Радянській Армії та Флоту»
- Медаль «50 років Збройних Сил СРСР»
- Медаль «60 років Збройних Сил СРСР»
- Медаль «70 років Збройних Сил СРСР»
- Медаль «За бездоганну службу» I ст.
- Знак «Відмінник РСЧА»

### Росія
- Медаль Жукова
- Ювілейна медаль «50 років Перемоги у великій вітчизняній війні 1941—1945»
- Ювілейна медаль «60 років Перемоги у великій вітчизняній війні 1941—1945»
- Ювілейна медаль «300 років Російському флоту»

### Спортивні досягнення
- Майстер спорту СРСР зі стрільби[11]

## Сім'я
- Донька — Залужна Галина Іванівна, керівник проектної фірми. У середині 80-их років XX сторіччя займалася відновленням інфраструктури в Афганістані під час Афганської війни.
- Онук — Гутник-Залужний Іван Вікторович (1990—2014), український військовик, командир запорізького взводу Національної гвардії. Загинув під час війни на сході України.